# Fonsi Loaiza Pérez
Fonsi Loaiza Pérez (castellà: Alfonso Loaiza Pérez)  (San Fernando, 1990) és un periodista espanyol que es va iniciar en el periodisme esportiu a El País. Com a escriptor de no-ficció ha posat el focus en com el futbol es relaciona amb el poder polític i econòmic assenyalant els escàndols dels poders de l'estat i de l'extrema dreta, a la vegada que subratllant l'aspecte més social i polític de l'esport.
El 2021, Loaiza va ser condemnat per l'Audiència Provincial de Madrid a pagar una multa de 2.100 euros per escriure tres piulades en què condemnava el «racisme institucional», referides a la mort el 2018 del venedor ambulant Mame Mbaye mentre era perseguit per la policia local de Madrid.
El 2024 va publicar Sospitosos habituals, un llibre on analitza i denuncia les estructures de poder de l'oligarquia espanyola que perpetuen la desigualtat social donant continuïtat al seu projecte d'acumulació nascut el 1939, des de la Conferència Episcopal a la llotja de l'estadi Santiago Bernabéu, passant pels mitjans de comunicació, els cossos armats, la Casa de Sa Majestat el Rei, el Consell General del Poder Judicial i la CEOE. El llibre es va publicar simultàniament en castellà i català, fet pel qual l'autor va rebre amenaces i insults xenòfobs.

## Obra publicada
- Siempre saltando vallas. Deporte femenino y medios de comunicación.  Madrid: Piedra Papel Libros, 2019, p. 73. ISBN 978-84-949597-6-9.
- Florentino Pérez. El poder del palco.  Tres Cantos: Akal, 2022, p. 192. ISBN 978-84-460-5120-6.[5][6]
- Qatar. Sangre, dinero y fútbol.  Tres Cantos: Akal, 2022, p. 144. ISBN 978-84-460-5273-9.[7][8]
- Machismo, mafia y corrupción en el fútbol español.  Madrid: Akal. ISBN 978-84-460-5468-9.[9]
- Sospitosos habituals.  Manresa: Tigre de Paper, 2024. ISBN 978-84-18705-74-8.
- Oligarcas. Los dueños de España.  Tres Cantos: Akal, 2024. ISBN 978-84-460-5616-4.[10]